# Hetalia: Axis Powers
Hetalia: Axis Powers (ヘタリア Axis Powers, Hetaria Akushisu Pawāzu) je web-strip koji je kasnije adaptiran u mangu i anime, koje je osmislio Hidekaz Himaruya (日丸屋秀和, Himaruya Hidekazu). Ono je interpretacija povijesnih i političkih događanja, specifično u razdoblju Drugog svjetskog rata, u kojemu su razne zemlje prikazane kao antropomorfni likovi. Naziv Hetalia je kombinacija riječi hetare (jap. za 'beskoristan') i Italia (イタリア).

## Glavni likovi
Zasad je personificirano oko 50 država. U Hetaliji se likovi obično oslanjaju imenom države koju predstavljaju.Važni povijesni događaji su predstavljeni kao ljubavni ili neprijateljski odnosi među državama.

## Sile Osovine
Grupa Sile Osovine prvobitno se sastoji od Italije, Njemačke i Japana, i oni su protagonisti u serijalima.
Sjeverna Italija (イタリア, Itaria)
Italija, glavni protagonist, je energetičan i dražestan mladić koji obožava umjetnost, pastu, pizzu i žene. Prikazan je kao najslabiji lik u serijalima, i kao bezbrižan i kukavički vojnik koji se često oslanja na Njemačku za rješavanje problema. On predstavlja sjeverni dio države Italije, a njegov brat predstavlja južni dio. Stoga su njihova puna imena Italija Veneziano i Italija Romano. U anime, oba dvama glas posuđuje Daisuke Namikawa.
Njemačka (ドイツ, Doitsu)
Njemačka je marljiv i ozbiljan lik. U Silama Osovine, on je primus inter pares (lat. doslovno "prvi među jednakima") i odgovoran je za treniranje Italije i Japana. Prikazan je kao lik s tsundere osobnošću. Još jedan aspekt ovog lika jest da je poprilično neiskusan u odnosima, no ipak uspije održati blisko prijateljstvo s Italijom.
U japanskom verziji, glas mu posuđuje Hiroki Yasumoto, a u engleskoj Patrick Seitz.
Japan (日本, Nihon)
Japan je marljiv i povučen lik. U serijalima, prikazano je da je nepoznat sa Zapadnim svijetom i sklon je kulturnom šoku. Ima crnu kosu i tamno smeđe oči, što je česta fizička osobina u Japanaca. Šutljiv, često se prikazuje sa stavom poslovnog starijeg čovjeka. U anime, u japanskoj verziji glas mu posuđuje Hiroki Takahashi, a u engleskoj Christopher Bevins.

## Savezničke sile
Likovi koji su prvobitno u Savezničkim silama su Amerika, Engleska, Francuska, Kina i Rusija. Likovi se često prikazuju kako ne uspijevaju doći do rješenja problema na njihovim sastancima.
Amerika (アメリカ, Amerika)
Amerika je energetičan i tvrdoglav lik. Odgojio ga je Engleska, no kasnije se je borio protiv njega da bi postigao neovisnost. Njegove ideje za rješavanje internacionalnih problema su često besmislene, ali on je nesvjestan mišljenja drugih. On se stravično boji duhova, no obožava vanzemaljce; jedan od njih po imenu Tony živi u njegovoj kući.
Ameriku se učestalo može zateći kako jede hamburger, ili priča punim ustima.
U serijalima, glas mu posuđuje Katsuyuki Konishi, kao i njegovom bratu Kanadi.
Engleska (イギリス, Igirisu)
Engleska, poznat i kao Ujedinjeno Kraljevstvo, je lik s poprilično sarkastičnom i ciničnom osobnošću. Još neke od njegovih prepoznatljivih osobina su grozne sposobnosti u kuhanju, sklonost psovanju, sposobnost da vidi magična stvorenja ("imaginarni prijatelji") i da izvodi magične kletve na neprijatelje. Engleska je u najgorim odnosima s Francuskom, s kojim je dijeli suparništvo, i Amerikom, njegovom bivšom pristrojbom.
U japanskom verziji glas mu posuđuje Noriaki Sugiyama, a u engleskoj verziji Scott Freeman.
Francuska (フランス, Furansu)
Francuska je romantičan i bezbrižan lik. U serijalima, prikazan je da ima veliko rivalštvo s Engleskom. 
On svoje gubitke u bitkama naziva 'Božjim šalama'. Smatra se najstarijim bratom europskih nacija, i neki mu se tako i obraćaju, iako on naziva Španjolsku svojim starijim bratom zauzvrat. Često je prizakan s ružom koju drži u rukama, ili koristi da bi prekrio svoje genitalije kad hoda naokolo gol.
U japanskom mu verziji glas posuđuje Masaya Onosaka, a engleskoj J. Michael Tatum.
Kina (中国, Chūgoku)
Kina je jedan od najstarijih nacija, prikazan kao besmrtan, zbog njegove dobi od nekoliko tisuća godina. Uznemirava ga Rusija i nema povjerenja u njega, što prikazuje Sino-Sovjetsku podijelu poslije rata. Ima određene ukuse za hranu, te ga je lako iziritirati ako hrana ima određene okuse koji mu ne odgovaraju. Veliki je fan Hello Kitty i svoje rečenice uglavnom završava s -aru, a u razgovorima s Engleskom, rečenice mu završavaju s '-ahen', što znači 'opijum', i time se odnosi na Opijumske ratove.
U anime serijalima, glas mu posuđuje Yuki Kaida na japanski i Clarine Harp na engleski.
Rusija (ロシア, Roshia)
Rusija je najviši među svim nacijama, ali ima nevinost i okrutnost djeteta. Obožava votku i suncokrete. Ima simpatično lice, ali je zapravo mentalno napuknut zbog njegove krvave povijesti. Rusija drugim nacijama tjera strah u kosti, posebice Baltičkom triju (Litva, Estonija i Latvija), koje voli psihički i fizički zlostavljati. Ima dvije sestre, Ukrajinu i Bjelorusiju. Bjelorusija dijeli neuzvraćenu ljubav prema bratu i ona je jedina nacija koje se Rusija boji. 
Rusija često objavljuje kako će "sve postati jedno s Rusijom". Još jedna od njegovih fraza je "kolkolkolkol" koji koristi kad je ljut.
U japanskoj verziji glas mu posuđuje Yasuhiro Takato, a u engleskoj Jerry Jewell.

## Mediji

### Manga
Originalni Hetalia: Axis Powers web strip je adaptiran u tri tankōbon i objavio ga je Gentosha Comics. Prvi -- objavljen je 28. ožujka 2008., drugi 10. prosinca 2008. i treći 20. svibnja 2010. Drugi i treći tankōbon objavljeni su kao standardno izdanje, a kao dodatno izdanje malu knjižicu.

### Anime
Adaptacija mange u anime započela je 24. srpnja 2008. Njegov direktor je Bob Shirohata i animirao ga je Studio Deen.

## Vanjske poveznice
- Kitayume- službene stranice
- Hetalia: Axis Powers Arhivirana inačica izvorne stranice od 21. travnja 2012. (Wayback Machine)- na Gentosha Comics
- Hetalia.com- službene anime stranice